# Mausoleum Wersebe
Das Mausoleum Wersebe in der niedersächsischen Gemeinde Hagen im Bremischen, südlich vom Ortsteil Kassebruch, In der Hörn, im Landkreis Cuxhaven, stammt vom Ende des 18. Jahrhunderts.
Das Gebäude steht unter Denkmalschutz (siehe auch Liste der Baudenkmale in Hagen im Bremischen).

## Geschichte
Der quadratische verputzte Backsteinbau mit ziegelgedecktem Mansarddach und schlichtem Portal mit Korbbogen wurde in der zweiten Hälfte des 18. Jahrhunderts als Mausoleum durch die Familie von Wersebe gebaut, namentlich für den Königlich-Großbritannischen Hauptmann Anton Diedrich von Wersebe (1747–1798) und seine Frau Catherine Marie von Wersebe (1765–1798) (Inschrift).
Wersebe ist ein bremisches Adelsgeschlecht, das 1189 erstmals erwähnt wurde. Der Stammsitz war lange Zeit in Wersabe und seit 1309 im Rittergut Wersebe in Meyenburg. Die Wersebes stellten auch mehrfach Vögte auf der Burg zu Hagen im Bremischen.
Das Landesdenkmalamt befand u. a.: „… Erhaltung aus geschichtlichen Gründen sowohl bezüglich des ortsgeschichtlichen und gebäudetypischen als auch – im Hinblick auf die Erbauer …“